# AEG D.I
AEG D.I là một loại máy bay tiêm kích hai tầng cánh trong Chiến tranh thế giới I, do Đế quốc Đức chế tạo.

## Biến thể
A.E.G. D.I
A.E.G. Dr.I

## Tính năng kỹ chiến thuật (AEG D.I)
Dữ liệu lấy từ German Aircraft of the First World War và Wagner/Nowarra, German Combat Planes tr.73.
Đặc tính tổng quan
- Kíp lái: 1
- Chiều dài: 6,1 m (20 ft 0 in)
- Sải cánh: 8,5 m (27 ft 11 in)
- Chiều cao: 2,65 m (8 ft 8 in)
- Diện tích cánh: 16,14 m2 (173,7 foot vuông)
- Trọng lượng rỗng: 685 kg (1.510 lb)
- Trọng lượng có tải: 940 kg (2.072 lb)
- Động cơ: 1 × Mercedes D.III , 119 kW (160 hp)

Hiệu suất bay
- Vận tốc cực đại: 200 km/h (124 mph; 108 kn)
- Tầm bay: 465 km (289 mi; 251 nmi)
- Trần bay: 5.000 m (16.404 ft)
- Vận tốc lên cao: 6,67 m/s (1.313 ft/min)
- Thời gian lên độ cao: 1.000 m (3.280 ft) trong 2 phút
5.000m (16.400ft) trong 25 phút
- Tải trên cánh: 58 kg/m2 (12 lb/foot vuông)
- Công suất/khối lượng: 0,13 kW/kg (0,08 hp/lb)